# Rhiodenticulatus heatoni
Il riodenticolato (Rhiodenticulatus heatoni) è un rettile estinto, appartenente ai captorinidi. Visse nel Permiano inferiore (290 - 293 milioni di anni fa) e i suoi resti fossili sono stati ritrovati in Nordamerica (Nuovo Messico).

## Descrizione
Questo animale, benché dotato di una struttura generalmente primitiva del cranio, mostrava notevoli caratteristiche: l'osso lacrimale, un osso nella parte anteriore del cranio, era molto alto dorsoventralmente, così da conferire al muso un profilo molto elevato, al contrario di quello di altri captorinidi. Uno dei denti della mascella superiore, nella zona mediana, possedeva una circonferenza alla base di circa il doppio degli altri denti attigui, ma la sua altezza era di poco maggiore. I denti premascellari erano omodonti, mentre nella maggior parte delle forme simili (come Captorhinus e Labidosaurus) il primo dente era il più grande, mentre quelli seguenti erano via via più piccoli. I denti della mascella, piccoli e aguzzi, erano disposti su un'unica fila. Oltre al cranio sono note alcune ossa postcraniche di Rhiodenticulatus, che mostrano notevoli somiglianze con quelle di altri captorinidi. 

## Classificazione
Rhiodenticulatus heatoni venne descritto per la prima volta nel 1986, sulla base di fossili ritrovati nella formazione Cutler del Nuovo Messico. Rhiodenticulatus sembrerebbe essere una forma piuttosto primitiva tra i captorinidi, un gruppo di rettili arcaici vicini all'origine dei diapsidi. Questo animale è l'unico captorinide noto nel Permiano inferiore del Nuovo Messico.